# Blandina Paschalis Schlömer
Blandina Paschalis Schlömer OCSO (* 6. April 1943 in Karlsbad, Reichsgau Sudetenland als Blandina Schlömer) ist eine deutsche Trappistin, Pharmazeutin, Ikonographin und Ikonenmalerin, die aufgrund ihrer Forschungen über den Schleier von Manoppello bekannt wurde.

## Leben

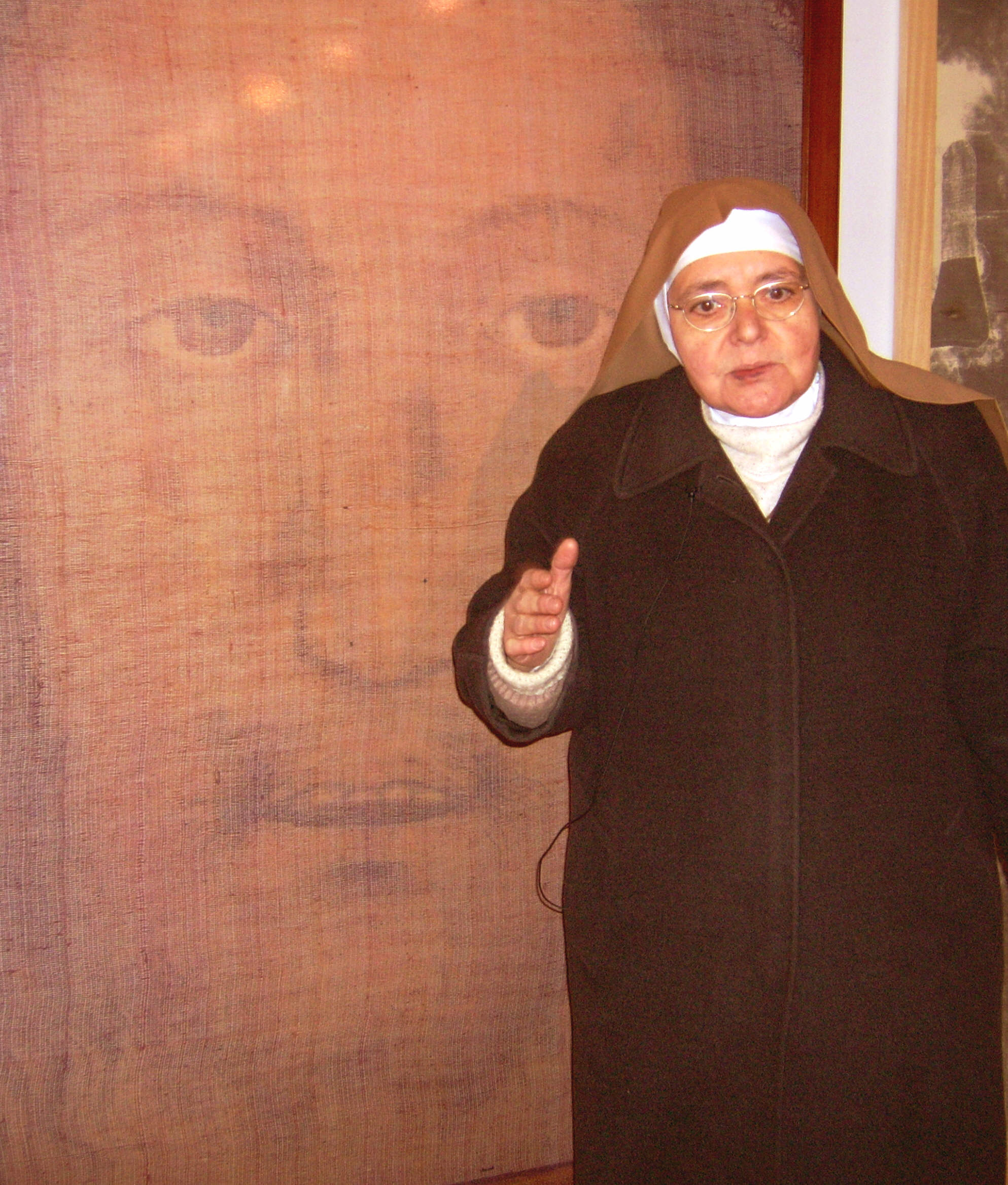
Sr. Blandina Paschalis vor einer Vergrößerung des Volto Santo in Manoppello, 2005

Blandina Schlömer wurde 1943 als zweitälteste von fünf Töchtern eines katholischen Postbeamten im böhmischen Karlsbad geboren. Nach der Vertreibung aus der Tschechoslowakei 1945/46 wuchs Blandina Schlömer in Mülheim an der Ruhr-Styrum und Oberhausen auf. 
Im Anschluss an das Abitur trat sie 1962 in den Orden der Missionsschwestern vom Kostbaren Blut in Neuenbeken ein; auch zwei ihrer Schwestern wurden Ordensschwestern. Sie erhielt den Ordensnamen Sr. Paschalis (Die Österliche) und machte dort eine Lehre in der Mosaikwerkstätte des Klosters. 1966 erhielt sie den Auftrag zum Studium der Pharmazie, das sie nach einem Praktikum in Paderborn an den Universitäten von Würzburg und Bonn absolvierte und 1972 in Bonn mit dem 2. Staatsexamen abschloss. Im selben Jahr wechselte sie in den asketischen Orden der Zisterzienserinnen der strengeren Observanz (Trappistinnen) und siedelte in die Abtei Maria Frieden in Dahlem in der Eifel über. Von 1981 bis 1988 erlernte sie die Ikonenmalerei und erhielt ab 1983 eine fünfjährige ikonographische Ausbildung in französischen Klöstern des Ordens. Da ihr wegen eines Hüft- und Rückenleidens die im Orden übliche schwere körperliche Arbeit nicht mehr möglich war, konnte sie sich fortan neben dem Kantorendienst und leichter Hausarbeit vorwiegend der Ikonographie widmen. Ab 2000 lebte sie drei Jahre im sachsen-anhaltischen Eisleben und war dort am Aufbau des nach mehr als 450 Jahren wiedergegründeten Zisterzienserinnen-Klosters St. Marien zu Helfta beteiligt.
Schwester Blandina Paschalis erhielt 2003 von ihrer Äbtissin die Sondererlaubnis der Exklaustration, d. h. ihr wurde gestattet, in Treue zu ihren Ordensgelübden außerhalb ihrer Gemeinschaft als Einsiedlerin zu leben und statt ihrer Ordenstracht ein einfaches Gewand zu tragen. Sie lebt und arbeitet seither als Eremitin in einer kleinen Einsiedelei im italienischen Manoppello an einem Hang über dem Heiligtum Sanctuario di Volto Santo, wo sie im Dienst der Pilger zum Volto Santo von der Ikonenmalerei und Spenden lebt.

## Ikonographische Arbeit
Seit 1977 beschäftigt sich Sr. Blandina Paschalis mit der Ikonographie. Erste Bekanntschaft mit dem Turiner Grabtuch, das zunächst die Grundlage ihrer Christusikonen bildete, machte sie bereits im Jahr 1965.
Auf den Schleier von Manoppello wurde sie 1979 durch einen Artikel in der Zeitschrift Das Zeichen Mariens aufmerksam und widmet sich seitdem in ikonographischen Forschungen dieser Reliquie. Sie ging der angeblichen Ähnlichkeit des Gesichtes auf dem Schleier mit demjenigen auf dem Grabtuch von Turin nach und glaubte 1991 durch Überlagerung von transparenten Folien mit Fotografien der beiden Gesichter, die sie Sopraposition nennt, anhand von zahlreichen Übereinstimmungen der Physiognomie und Wunden nachweisen zu können, dass es sich um das Abbild ein und desselben Mannes handele. Darüber geht sie davon aus, Entsprechungen dieses Gesichts auf einer Vielzahl von frühen Christusikonen entdeckt zu haben. Schwester Blandina gilt als Wiederentdeckerin des zuvor kaum untersuchten und außerhalb der Abruzzen wenig bekannten Schleiers von Manoppello. Aufgrund ihres Wirkens beschäftigten sich der Kunsthistoriker Heinrich Pfeiffer S.J. und der Journalist Paul Badde mit diesem Tuch. Badde machte es schließlich durch seine Schriften einer breiteren Öffentlichkeit bekannt. In seinem Buch Das Göttliche Gesicht widmete er Sr. Blandina ein eigenes Kapitel.

## Schriften
- Der Schleier von Manoppello und das Grabtuch von Turin, Innsbruck 2001 (2. Aufl.), ISBN 3-85382-071-9
- Gesundheit aus dem Klostergarten: Kräuterwissen – Heilfasten – Meditation; mit Dietmar Thönnes und Heribert Kerschgens; Bindlach 2004; ISBN 3-8112-2278-3
- Jesus Christus, Lamm und schöner Hirt: Begegnung mit dem Schleier von Manoppello, Johannes Wiemann Verlag, Nürnberg 2015, ISBN 978-3-9817430-2-9